# 捷克斯洛伐克狼犬

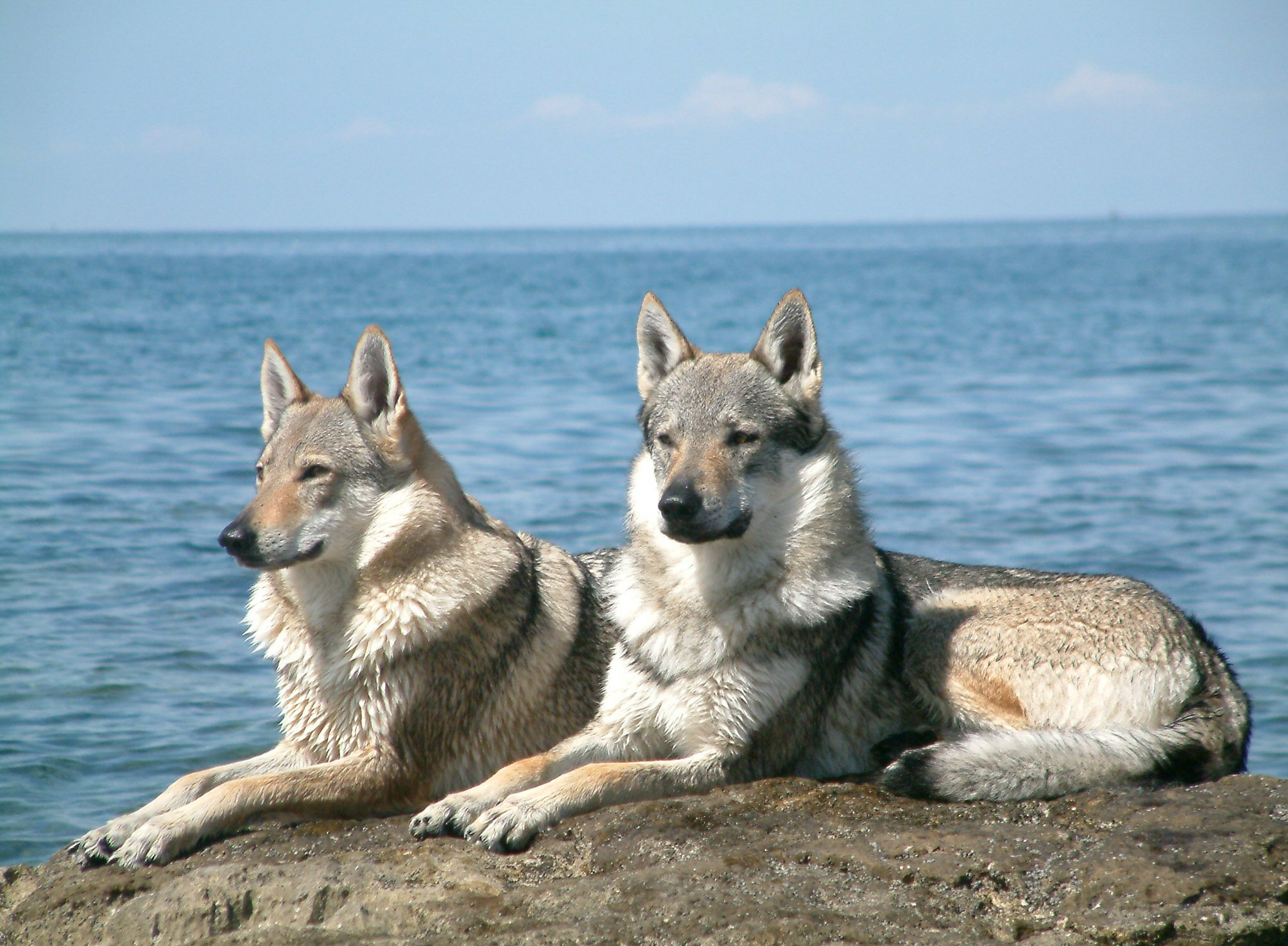
一对捷克斯洛伐克狼犬

捷克斯洛伐克狼犬（捷克語：  Československý vlčák) 又稱捷克斯洛伐克狼狗、捷克狼犬，是一种狼狗雜交動物。1955年，有人在蘇聯进行相关的狼狗雜交培育计划。1965年，一隻雄性的歐亞狼和雌性的德國牧羊犬交配後產下了雜交動物，因为出生地点位於捷克斯洛伐克，所以人們將剛出生的雜交動物起名捷克斯洛伐克狼犬。1982年，捷克斯洛伐克狼犬得到了世界犬业联盟的承認。